# Parafia św. Stanisława w Osobnicy
Parafia św. Stanisława w Osobnicy − parafia rzymskokatolicka znajdująca się w diecezji rzeszowskiej w dekanacie Dębowiec. 
Parafia została erygowana w 1348 roku. Pierwszy kościół wybudowano w roku 1350. Następny służył w latach 1512–1906. 
Obecny kościół parafialny powstał według planu architekta Teodora Talowskiego w stylu neogotyckim.  Konsekrował go w lipcu 1906 r. biskup Józef Fischer, sufragan przemyski. Kościół jest trzynawowy z trzema neogotyckimi ołtarzami wykonanymi w stolarni lwowskiej. Wnętrze było dwukrotnie przemalowywane w latach 1927–1928 oraz 1970–1980.